# Persborgs brygga

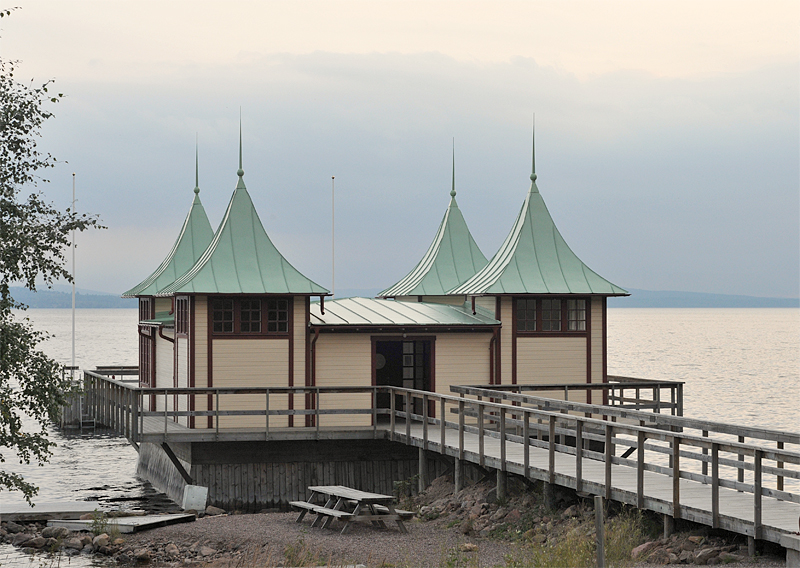
Persborgs brygga.

Persborgs brygga är en ångbåtsbrygga med kallbadhus som byggdes i början av 1900-talet i anslutning till dåvarande Hotell Persborg vid Siljan i Sjurbergs by, cirka två kilometer väster om Rättviks tätort. I byggnaden inrymdes vänthall för ångbåtsresenärer samt kallbadhus.
Någon gång mellan 1925 och 1927 raserades byggnaden på grund av högvatten och ersattes 1928 av en enklare byggnad vilken revs 2002.
2009 invigdes den nuvarande byggnaden efter att under åtta år återuppbyggts till dess ursprungliga utförande av Sjurbergs Byalag.

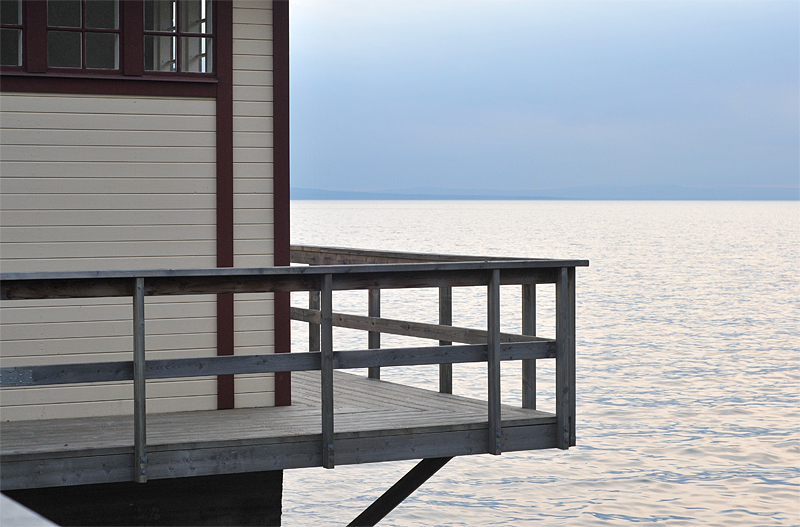
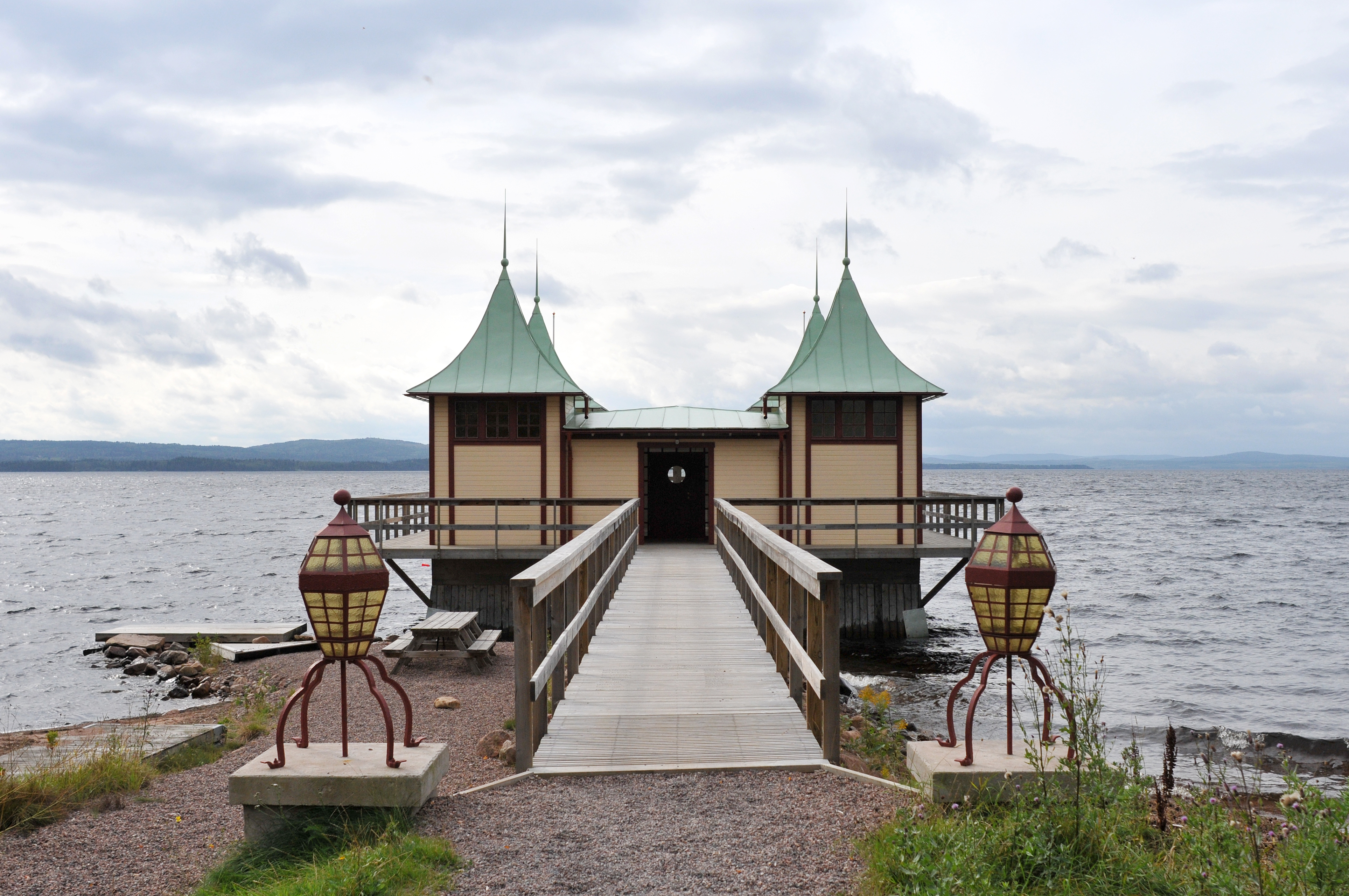
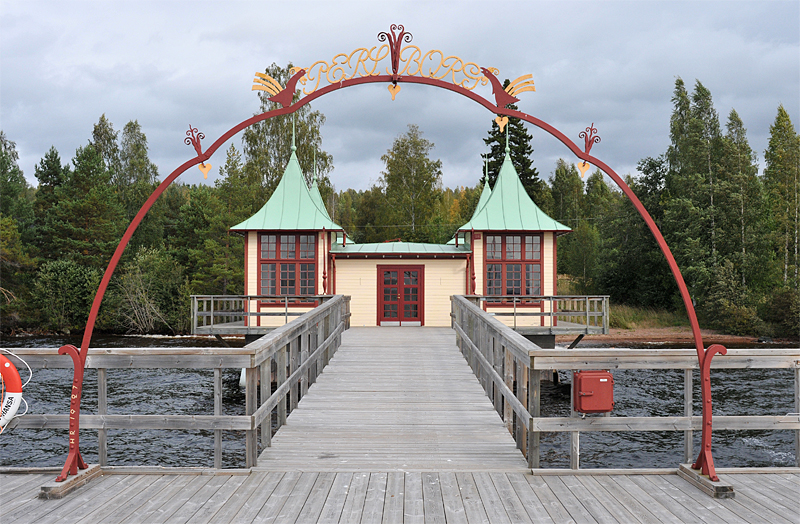